# Diana Rowland
Pour les articles homonymes, voir Rowland.
Œuvres principales
- Série Kara Gillian

Diana Rowland, née le 20 octobre 1966, est un écrivain américain de fantasy.

## Œuvres

### SérieKara Gillian
1. La Marque du démon, Milady, 2012 ((en) Mark of the Demon, 2009)
2. Le Sang du démon, Milady, 2012 ((en) Blood of the Demon, 2010)
3. Les Secrets du démon, Milady, 2012 ((en) Secrets  of the Demon, 2012)
4. Les Pêchés du démon, Milady, 2012 ((en) Sins of the Demon, 2011)
5. La Main du démon, Milady, 2014 ((en) Touch of the Demon, 2013)
6. La Fureur du démon, Milady, 2015 ((en) Fury of the Demon, 2014)
7. (en) Vengeance of the Demon, 2015
8. (en) Legacy of the Demon, 2016
9. (en) Rise of the Demon, 2022

### SérieAngel Crawford
1. (en) My Life as a White Trash Zombie, 2011
2. (en) Even White Trash Zombies Get the Blues, 2012
3. (en) White Trash Zombie Apocalypse, 2013
4. (en) How the White Trash Zombie Got Her Groove Back, 2014
5. (en) White Trash Zombie Gone Wild, 2015
6. (en) White Trash Zombie Unchained, 2017

### SérieWild Cards
1. (en) Texas Hold'em, 2018Écrit avec David Anthony Durham, Max Gladstone, Victor Milán, Walton Simons (en), Caroline Spector et William F. Wu.

### Nouvelles
- La Ville Lazare, 2017 ((en) City Lazarus, 2013)Publiée dans l'anthologie Dangerous Women, J'ai lu